# Desolation Island
Desolation Island – jedna z najmniejszych wysp archipelagu Szetlandów Południowych, położona przy północnym wybrzeżu Wyspy Livingstona. Odkryta 15 października 1819 roku przez kapitana Williama Smitha na angielskim brygu, podczas drugiej wizyty na wyspach.